# Lus van Dunkerque
De Lus van Dunkerque is een Franse spoorlijn in de haven van Duinkerke. De lijn is 7,9 km lang en heeft als lijnnummer 302 526.

## Geschiedenis
De lijn werd in de eerste helft van de 20e eeuw aangelegd door de Compagnie des chemins de fer du Nord om het havenbekken van Duinkerke per spoor te ontsluiten.

## Treindiensten
De lijn is alleen in gebruik voor goederenvervoer.

## Aansluitingen
In de volgende plaatsen is of was er een aansluiting op de volgende spoorlijnen:
Dunkerque
RFN 301 000, spoorlijn tussen Arras en Dunkerque
Relais Port
RFN 302 523, spoor van de chantier Relais Port
RFN 302 531, raccordement van Dunkerque-Est
Grande-Synthe
RFN 302 536, raccordement van Grande-Synthe
RFN 304 000, spoorlijn tussen Coudekerque-Branche en Les Fontinettes
RFN 304 603, stamlijn ZI de Petite-Synthe

## Elektrische tractie
De lijn is geëlektrificeerd met een spanning van 25.000 volt 50 Hz.